# Cisternino

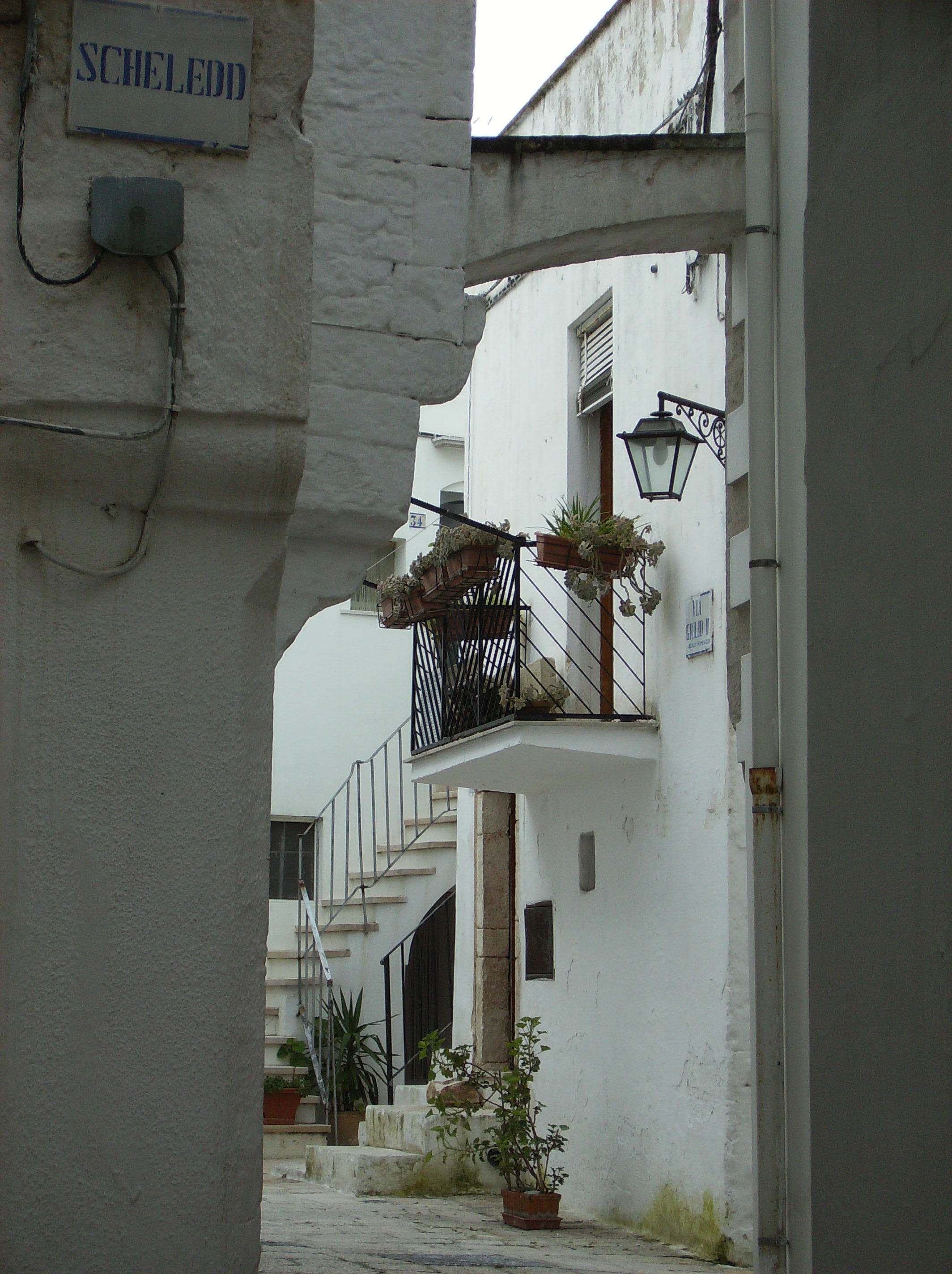
Typische Straße im Quartier Scheledo

Cisternino ist eine italienische Gemeinde in der Provinz Brindisi in Apulien und Mitglied der Vereinigung I borghi più belli d’Italia („Die schönsten Orte Italiens“).
Cisternino mit 11.095 Einwohnern (Stand 31. Dezember 2023) liegt am südöstlichen Ende der Landschaft Murgia. Die Nachbargemeinden sind Fasano, Locorotondo (BA), Martina Franca (TA) und Ostuni. Ortsteile (frazioni) sind: Caranna, Casalini, Marinelli und Sisto. Die Entfernung zur südöstlich gelegenen Provinzhauptstadt Brindisi beträgt etwa 50 km.
Die überwiegend landwirtschaftlich geprägte Gemeinde produziert hauptsächlich Oliven und Weintrauben. Sie gehört zur Weinregion Salento und liegt im Valle d’Itria, bekannt für seine Trulli.
Bürgermeister ist Luca Convertini.

## Geschichte
Funde belegen, dass die Gegend um Cisternino schon in der Altsteinzeit besiedelt war. Die Stadt selbst ist vermutlich eine Gründung der Messapier, die vor den Griechen und Römern im Salento beheimatet waren. Schon vor den Punischen Kriegen kam die Stadt unter dem Namen Sturnimum unter römische Herrschaft.
Der Name Cisturninum taucht zum ersten Mal 1180 in einer Bulle von Papst Alexander III. an den Bischof von Monopoli auf. Die folgenden Jahrhunderte verliefen parallel zur Geschichte Apuliens bzw. des Königreichs Neapel. Sie brachten ständig wechselnde, in der Regel ausländische Herrschaften mit sich, darunter die Normannen (11.–12. Jahrhundert), die Staufer (12.–13. Jahrhundert), die Häuser Anjou (13.–15. Jahrhundert) und Aragón (15. – Anfang 18. Jahrhundert), die Habsburger (18. Jahrhundert) und – mit napoleonischer Unterbrechung – die Bourbonen (18.–19. Jahrhundert). Im Zuge des italienischen Freiheitskampfes konnte 1861 mit Gründung des Königreichs Italien die Fremdherrschaft nach vielen Jahrhunderten abgeschüttelt werden.

## Verkehr
Der Bahnhof von Cisternino liegt an der Bahnstrecke Martina Franca–Lecce.

## Partnerstadt
Die Stadt ist im Jahr 2000 mit der Schweizer Stadt Kreuzlingen am Bodensee im Kanton Thurgau eine Städtepartnerschaft eingegangen.

## Persönlichkeiten
- Martino Scarafile (1927–2011), römisch-katholischer Bischof von Castellaneta

## Sonstiges
Bei der 19. Staffel der Castingshow Deutschland sucht den Superstar wurde auf dem Piazza Vittorio Emanuele ein Teil des sog. Auslands-Recalls gedreht und am 26. März 2022 erstmals im deutschen Fernsehen ausgestrahlt.